# Мехмед Саид паша Мирза
Мехмед Саид паша Мирза или Татар (на турски: Mehmed Said Paşa, Mirza/Tatar) е османски офицер и чиновник.

## Биография
Той е от татарски произход. Присъединява се към редовната армия при нейното създаване и става миралай, след това мирлива в 1833 година и след това кавалерийски ферик. Пет пъти от 1833 до 1857 година е валия в Силистра. От октомври 1839 до март 1840 година е валия в Ниш. В 1840 година е валия в Янина. От август 1843 до септември 1844 година е валия на Румелийския еялет. От 1859 до 1861 година е валия във Видин.
Умира в 1871 година.